# Justyna Olko

Justyna Agnieszka Olko-Bajer (* 18. Juni 1976) ist eine polnische Ethnologin.
Sie ist Associate Professor an der Fakultät Artes Liberales der Universität Warschau und Direktorin des Center for Research and Practice in Cultural Continuity. Sie forscht zu mesoamerikanischer Ethnogeschichte, Anthropologie und Sozialgeschichte mit besonderem Schwerpunkt auf der Sprache und Kultur der Nahua.

## Auszeichnungen  und Ehrungen
- Orden Polonia Restituta, Ritter, 2013[2]

## Publikationen
- Insignia of Rank in the Nahua World, University Press of Colorado, 2014
- Meksyk przed konkwistą, Państwowy Instytut Wydawniczy, Warschau, 2010
- W krainie czerni i czerwieni. Kultury przedhiszpańskiej Mezoameryki (z Jarosławem Źrałką), Verlag der Universität Warschau, Warschau, 2008
- Turquoise Diadems and Staffs of Office. Insignia of Power in Aztec and Early Colonial Mexico, Universität Warschau, 2005